# 2005 في رومانيا
فيما يلي قوائم الأحداث التي وقعت خلال عام 2005 في رومانيا.

## ظهور
- 1 يناير – هيفن

## أفلام
من الأفلام التي صدرت هذه السنة في رومانيا:
- 1 يناير – ذرية تشاكي من إخراج دون مانشيني.
- 1 يناير – ميلاد مجيد من إخراج كريستيان كاريون.

## وفيات

### أبريل
- 1 أبريل – نجلا عاطش (مواليد 1932)

### ديسمبر
- 23 ديسمبر – لايوس باروتي (مواليد 1914) لاعب كرة قدم مجري.[1]